# Simó Treni
Simó Treni (en llatí Simon Threni, en grec antic Σίμων ό Θρήνος) fou un poeta grec conegut també com a Simó Escriptor.
Valeri Harpocració diu que va ser l'autor d'un poema que titula o descriu com Εἰς Λυσίμαχον τὸν Ἐρετριέα Θρῆνος, In Lysimachum Eretriensem Threnus. Podria ser que es tractés d'un error d'Harpocració que va escriure Simó Treni en lloc de Simònides de Ceos.